# Беспосадно сувоземно возило
Беспосадно (Беспилотно) сувоземно возило (БСВ; енгл. unmanned ground vehicle,  UGV) је копнено возило којим се управља без возача, односно без посаде (пилота).
Беспосадно сувоземно возило (БСВ) се примењује у условима где је присуство људског оператера опасно или немогуће. Возило је по правилу опремљено сетом сензора за праћење-надзор околине или самостално одлучује о свом раду-задатку, или преноси информације са сензора до човека-оператера који њиме управља преко радио канала. БСВ је земаљски пандан беспилотне летелице (БПЛ) и подморница и пловила на даљинско управљање. Беспилотна роботика се активно развија како за цивилну тако и војну употребу у циљу обављања различитих ризичних и опасних задатака.

## Дизајн
Беспилотно сувоземно возило, по правилу, имају следеће компоненте: платформу, сензоре, системе управљања, управљачки интерфејс, комуникациони канал, и функције системске интеграције.

## Платформа
Платформа се састоји од погонског апарата, сензори и извори напајање. Платформа може бити заснован на дизајну теренско беспутног возила, може имати зглобни тело, а неке могу бити повезане са другим платформама.

## Сензори
Основна намена сензора је навигација и одређивање врсте окружења. Могу се користити компас, одометри, инклинометри, жироскоп, триангкациона камере, ласерски и ултразвучни даљиномери, инфрацрвени сензори.

## Контролни систем
БСВ може да контролише оператер даљински или да има аутономни рад, а могуће је и комбинована контрола када оператер може да утиче на аутономни рад возила.

## Даљински управљач
БСВ на даљину је возило којим управља оператер преко интерфејса. Све радње поставља оператер на основу директног визуелног посматрања или даљински помоћу сензора као што су дигиталне видео камере. Једноставан пример је аутомобил играчка на даљинско управљање. За даљинско управљање савременим БСВ користе се радио комуникације.

## Аутономно управљање
Аутономни БСВ је у суштини аутономни робот који ради без људске интервенције, заснован на технологијама вештачке интелигенције. На основу сигнала сензора, возило формира разумевање околине, које затим користе контролни алгоритми да одреде акције возила у контексту задатка. Дакле, нема потребе да оператер надгледа рад машине.
Потпуно аутономни робот је способан за:
- прикупљају информације о животној средини, на пример, креирају мапе унутрашњости зграда;
- идентификују мете као што су људи и возила;
- кретати се између тачака пута без људске помоћи;
- дуго радити без људске интервенције;
- избегавати ситуације штетне по људе, приватну имовину или себе, ако то није део његовог задатка;
- одложити експлозиве или оружје;
- сами поправљају без спољне помоћи.
- Робот такође може самостално да учи.

Аутономно учење укључује способност да:
- научити или стећи нове могућности без помоћи споља;
- прилагодити стратегије понашања окружењу;

прилагођавају се окружењу без помоћи споља;
развијају етичке ставове према циљевима мисије.
- Један критични аспект који треба узети у обзир при дизајнирању наоружаних аутономних возила је разлика између бораца и цивила. Његова неправилна примена може бити катастрофална. Ово је посебно тачно у модерној ери, где се борци често намерно маскирају у цивиле како би избегли откривање. Чак и ако робот препозна борце са 99% прецизности, број цивилних жртава могао би бити катастрофалан. Стога је мало вероватно слање потпуно аутономних возила у стварну борбу, бар док се не развије задовољавајуће решење.

У зависности од типа управљачког система, интерфејс између машине и човека-оператера може да садржи: џојстик, компјутерске програме, гласовне команде .

## Комуникациони канал
Комуникација између БСВ и контролне тачке може се вршити преко радио канала или преко оптичког влакна. Могућа је и комуникација са другим машинама и роботима укљученим у операцију.

## Системска интеграција
Архитектура система имплементира интеракцију између хардвера и софтвера и одређује успех и аутономију БСВ-а

## Примена
Постоји велики избор БСВ-а. Претежно се користе за замену људи у опасним ситуацијама као што је одлагање експлозивних направа, где је потребна додатна снага и мала величина, или где је људима тешко да прођу. За војне примене користе се за осматрање, извиђање и уништавање циљева ватром. Користе се и у индустријама као што су пољопривреда, рударство и грађевинарство.
БСВ се такође користе у мировним операцијама, копненом надзору, полицијским и војним операцијама у градовима. Користе се и у спасилачким мисијама, први пут су коришћени за тражење преживелих после терористичких напада 11. септембра 2001. у Сједињеним Државама.